# Cantó de L'Auriéra
El cantó de L'Auriéra és un cantó francès del departament de l'Alta Viena, situat al districte de Llemotges. Té sis municipis i el cap és L'Auriéra.

## Municipis
- Barçac
- Jabrelhas las Bòrdas
- La Junchéra
- L'Auriéra
- Sent Legèr
- Sent Superis

## Història
| Data d'elecció                           | Identitat            | Partit | Qualitat |
| ---------------------------------------- | -------------------- | ------ | -------- |
| 1964-1988                                | Bernard Ebenstein    | PCF    |          |
| 1988-1994                                | Jean-Marie Bayle     | RPR    |          |
| 1994-2008                                | Louis Balard         | PCF    |          |
| 2008-                                    | Christian Trentalaud | PCF    |          |
| les dades anteriors no són pas conegudes |                      |        |          |
|                                          |                      |        |          |

## Demografia
| 1962  | 1968  | 1975  | 1982  | 1990  | 1999  | 2006  |
| ----- | ----- | ----- | ----- | ----- | ----- | ----- |
| 4.532 | 4.951 | 4.448 | 4.125 | 3.615 | 3.435 | 3.536 |